# Austria na Letnich Igrzyskach Olimpijskich 1992
Austrię na Letnich Igrzyskach Olimpijskich 1992 reprezentowało 102 zawodników.

## Zdobyte medale
| Medal  | Zawodnik                                           | Dyscyplina  | Konkurencja     |
| ------ | -------------------------------------------------- | ----------- | --------------- |
| Srebro | Thomas Frühmann Hugo Simon Jörg Münzner Boris Boor | Jeździectwo | skoki drużynowo |
| Srebro | Arnold Jonke Christoph Zerbst                      | Wioślarstwo | dwójka podwójna |